# 小行星11374
小行星11374（11374 Briantaylor）是一颗绕太阳运转的小行星，为主小行星带小行星。该小行星于1998年8月23日发现。

## 轨道参数
小行星11374的轨道半长轴为2.3414125 UA，离心率为0.138。